# Гимбаш
Гимбаш (рум. Gâmbaș) — село у повіті Алба в Румунії. Адміністративно підпорядковане місту Аюд.
Село розташоване на відстані 281 км на північний захід від Бухареста, 31 км на північ від Алба-Юлії, 48 км на південь від Клуж-Напоки.

## Населення
За даними перепису населення 2002 року у селі проживали 543 особи.
Національний склад населення села:
| Національність | Кількість осіб | Відсоток |
| -------------- | -------------- | -------- |
| угорці         | 291            | 53,6%    |
| румуни         | 252            | 46,4%    |

Рідною мовою назвали:
| Мова      | Кількість осіб | Відсоток |
| --------- | -------------- | -------- |
| угорська  | 291            | 53,6%    |
| румунська | 252            | 46,4%    |